# القاسم بن القفال الشاشي
أبو الحسن القاسم بن محمد بن علي القفال الشاشي (ت 400هـ) أحد أئمة الشافعية ومن أصحاب الوجوه المجتهدين. وهو ابن الإمام أبي بكر الشاشي (القفال الكبير).
أخذ عن الحليمي وعلَّق عنه الكثير. قال النووي: «وكان عظيم الشأن، جليل القدر، صاحب إتقان وتحقيق، وضبط وتدقيق».
وقال أبو بكر البيهقي في رسالته إلى الشيخ أبي محمد الجويني: نظرت في كتاب التقريب وكتاب جمع الجوامع وعيون المسائل وغيرهما فلم أَرَ أحداً منهم فيما حكاه أوثقَ من صاحب التقريب (وهو القاسم بن القفال).
قال العبادي: وبه تخرج فقهاء خراسان، وازدادت طريقة أهل العراق به حسناً.
وكتابه «التقريب» من أشهر كتب المذهب وأجلها.
تردد ذكرُه في كتب المذهب كثيراً، وكثر الثناء عليه، وإن كانت ترجمته شحيحة بالنسبة لتراجم غيره ممن هم أقل منه شأناً.

## وفاته
توفي القاسم في حدود 400هـ، وترجمه ابن السبكي في الطبقة الثالثة ولم يذكر تاريخ وفاته.